# Ideale frazionario
In matematica, gli ideali frazionari sono generalizzazioni degli ideali di un anello usati nello studio dei domini d'integrità; possono essere pensati come ideali a cui è permesso avere un denominatore comune. In questo contesto, gli ideali propri dell'anello sono a volte detti ideali interi.

## Definizione ed esempi
Sia A un dominio e K il suo campo dei quozienti. Un ideale frazionario di A è un sotto-A-modulo I di K per cui esiste un elemento non nullo d in A tale che {\displaystyle dI\subseteq A}.
L'insieme {\displaystyle d\cdot I}, essendo un sottomodulo di A, è un ideale di A; gli ideali frazionari possono quindi essere anche definiti come i {\displaystyle d^{-1}J}, dove d è un elemento di A e J un ideale proprio di A. Questo vuol dire che I è formato dagli elementi nella forma {\displaystyle {\frac {j}{d}}}, dove j è un elemento di J; in questo senso, quindi, gli ideali frazionari possono essere considerati come  ideali (propri) di A "con un denominatore". In particolare, gli ideali frazionari di A contenuti in A sono precisamente gli ideali propri di A.
Tutti i sottomoduli di K finitamente generati sono ideali frazionari, ma questo non è vero per moduli non finitamente generati: ad esempio K stesso è un A-modulo ma non è mai un ideale frazionario di A (a meno che A coincida con K). Usando la corrispondenza con gli ideali propri di A, si vede che gli ideali frazionari coincidono con i sottomoduli di K finitamente generati se e solo se A è noetheriano.
Come per gli ideali propri, un ideale frazionario dalla forma xA, per un {\displaystyle x\in K}, è detto principale.

## Operazioni e invertibilità
Essendo sottomoduli di uno stesso modulo (K), tra gli ideali frazionari di A possono essere effettuate varie operazioni: tra queste l'intersezione {\displaystyle I\,\cap \,J}, la somma {\displaystyle I+J=\{i+j|i\in I,j\in J\}}, il prodotto {\displaystyle IJ=\left\{\sum _{k=1}^{n}i_{k}j_{k}|i_{k}\in I,j_{k}\in J\right\}} e la "divisione" {\displaystyle (I:J)=\{x\in K|xJ\subseteq I\}}. Questi non solo sono sotto-A-moduli di K, ma sono anche ideali frazionari.
Dotato del prodotto, l'insieme degli ideali frazionari non nulli è un monoide con elemento neutro A, ma generalmente non è un gruppo: questo avviene se e solo se A è un dominio di Dedekind. Gli elementi invertibili di questo monoide sono detti ideali invertibili: in altre parole, un ideale invertibile è un ideale frazionario I tale che esiste un ideale frazionario J tale che {\displaystyle IJ=A}; se questo avviene, J deve coincidere con {\displaystyle (A:I)}. Gli ideali invertibili possono essere caratterizzati attraverso le localizzazioni di A: I è invertibile se e solo se è finitamente generato e {\displaystyle IR_{M}} è principale per ogni ideale massimale M. In particolare, negli anelli locali (così come negli anelli semilocali, ovvero con un numero finito di ideali massimali) un ideale frazionario è invertibile se e solo se è principale.
L'insieme degli ideali frazionari invertibili è un gruppo rispetto al prodotto, indicato con Inv(A), e comprende come sottogruppo l'insieme degli ideali principali P(A).
Nel caso in cui A sia un dominio di Dedekind, gli ideali frazionari si comportano in modo particolarmente buono. In questo caso, infatti, tutti gli ideali sono invertibili, e il quoziente {\displaystyle Inv(A)/P(A)} (detto gruppo delle classi di A) dà informazioni sulle proprietà di fattorizzazione di A: ad esempio, il gruppo delle classi è banale se e solo se A è un dominio a fattorizzazione unica.